# Маркетингова среда
Маркетинговата среда е термин от маркетинга, с който се означават всички външни за една пазарна организация сили, които оказват влияние върху възможностите ѝ за поддържане на успешни взаимоотношения с клиентите от целевата ѝ група. Маркетинговата среда бива както макросреда, формирана от текущите макроикономически условия, така и микросреда, формирана от текущите микроикономически условия.
Средата е съставена от пет елемента:
- Контролируеми фактори – тези, които са обект на стратегията, която се провежда от маркетолозите на дадена фирма. Висшият мениджмънт взема решения по въпроси свързани с целите и ролята на маркетинга, както и на други бизнес функции. Всички аспекти на маркетинга се повлияват от тези решения.
- Неконтролируеми фактори – тези, които оказват влияние върху дейността на компанията, но не могат да бъдат контролирани. Колкото и добре да е съставен даден маркетингов план, той може да бъде провален под влияние на тези фактори. Неконтролируеми променливи са:
  - потребителите,
  - конкурентната структура на отрасъла (монопол, олигопол, свободна конкуренция или монополистична конкуренция);
  - конкуренция на марките и произхода;
  - конкуренция в канала за реализация;
  - наличието на независими медии.
- Адаптция – това е отговорът на фирмата на особеностите на обкръжаващата среда, докато тя прилага своите подобрени различни сравнителни предимства.
- Информация.
- Организационно ниво на успех или неуспех.